# モヒカン族の最後 (1920年のアメリカ合衆国の映画)
『モヒカン族の最後』（モヒカンぞくのさいご、The Last of the Mohicans）は1920年に公開されたアメリカのサイレント映画。ジェイムズ・フェニモア・クーパーの同名小説『モヒカン族の最後』の映画化。当初はプロデューサーと監督をモーリス・トゥールヌールが行っていたが、転落して負傷したため、助監督だったクラレンス・ブラウンが共同監督となった。
アメリカ植民地の辺境、父親が指揮する砦の周辺で危険に遭遇する2人のイギリス人姉妹の物語である。撮影はカリフォルニア州のビッグベアー湖の近くとヨセミテ渓谷で行われた。
この映画は公開当時、好評を博し、映画史家ウィリアム・K・エヴァーソンは『モヒカン族の最後』を傑作とみなしている。
1995年、この映画は議会図書館 によって「文化的に重要」とみなされ、アメリカ国立フィルム登録簿への保存対象に選ばれた。

## ストーリー
1757 年、フレンチ・インディアン戦争のさなか、フランス軍 3 個師団とヒューロン族インディアンの同盟軍が、ニューヨーク植民地のジョージ湖南方にあるイギリスの要塞、ウィリアム・ヘンリー砦に進軍していた。チンガチグックは、モヒカン族最後の戦士である息子のアンカスを砦の司令官マンロー大佐に差し迫った危険を警告するためにエドワード砦に派遣した。マンローの娘コーラはそんなアンカスに好意を抱き、コーラに求婚するランドルフ大尉は良く思わない。
マンロー大佐の救援要請を受けたウェッブ将軍は、コーラとその妹アリスとともに3000人の救援部隊をウィリアム・ヘンリー砦に派遣するが、マグアというインディアンの伝令の助けを借りて、姉妹とランドルフ大尉と、アリスを心配したヘイワード少佐は近道を通ることにした。道中で風変わりな牧師のデイビッド・ガマットに遭遇するが、しかしヒューロン族の仲間であるマグアは、道に迷ったふりをする。森の中で彼らは、アンカス、チンガチグック、斥候のホークアイ、に道を尋ねると、彼らはインディアンなら、この地域のすべての地形をよく知っているはずであり、マグアが姿を消したことは裏切ったことだと教える。
アンカスとホークアイは一行を洞窟に隠すが、マグアとその部下たちに隠れ場所を見つけられ、激しい銃撃戦の末、弾が無くなったのでアンカスらは囮となって逃げたことにするが、マグアたちに洞窟を探索されて、白人たちは捕まる。
廃屋に連れて行かれ、マグアはコーラが自分の妻になれば「黄色の髪」（アリス）を助けてやると申し出るが、アンカス、チンガチグック、ホークアイが反撃し、人質を救出する。彼らはマグアを突き落とし、死んだものと見なすが、実際には無傷だった。
救援隊と人質はイギリス軍の救援部隊と同時にウィリアム ヘンリー砦に到着したが、状況は依然として悲惨であった。包囲軍を食い止めているのは、左の城壁にある強力な砲台は壊れていたからであった。臆病なランドルフ大尉はフランス軍司令官モンカルムに城壁の砲が機能していないことを伝え、マンロー大佐は砦を明け渡すしか選択の道を失う。この時のイギリス人が退却する時に起こったのが、史実に有名なウィリアム・ヘンリー砦の戦いとなり、女性と子供たちの安全な通行を約束したにもかかわらず、ヒューロン族はフランスから供給されたウィスキーの影響で民間人を虐殺し、砦に火を放つ。
マグアも虐殺に参加して、再びマンロー姉妹を誘拐し、逃走。アンカスとホークアイはマグアを追い、マグアは中立のデラウェア村にたどり着く。この争いはデラウェアの3人からなる評議会に持ち込まれ、アンカスが見守る中、彼らの判断はコーラは帰し、アリスはマグアのものになると告げる。コーラは妹を救うため、アリスの代わりになることを申し出たので、アンカスはマグアに対してコーラを奪い返すと宣言したが、デラウェ村の規則によりマグアは日没まで追ってはならないとされる。
その夜、コーラは逃げ出し、断崖の端までマグアに追われる。コーラはマグアが近づいたら飛び降りると脅すので、マグアは彼女が眠るのを辛抱強く待つ。彼女が眠ると、マグアは彼女の腕をつかむ。彼女は崖から身を投げるが、マグアはまだ彼女の腕をつかんでいる。アンカスが現れると、状況は逆転する。コーラは助かろうとするが、マグアはナイフで彼女の指をこじ開け、彼女は転落して死ぬ。その後の格闘で、マグアはアンカスを刺し、アンカスの死体は土手を転がり落ち、コーラの近くに横たわった。死ぬ前に、アンカスは手を伸ばしてコーラの手を握る。チンガチグックとホークアイが到着するとマグアは逃げるが、ホークアイは彼を射殺する。
コーラとアンカスの埋葬式で、マンローは娘の死を嘆き、チンガチグックはモヒカン族最後の生き残りである息子を悼んだ。

## キャスト
- アンカス - モヒカン族の老酋長の息子 : アラン・ロスコー
- マグア - ヒューロン族のインディアン : ウォーレス・ビアリー
- コーラ・マンロー - マンロー大佐の長女 : バーバラ・ベッドフォード
- アリス・マンロー - マンロー大佐の次女 : リリアン・ホール
- チンガチグック - モヒカン族の酋長 : セオドア・ローチ
- ホークアイ役、別名ナッティ・バンポ - モヒカン族の斥候 : ハリー・ロレイン
- ヘイワード少佐 - イギリス軍人、アリスに恋する : ヘンリー・ウッドワード
- マンロー大佐 - ウィリアム・ヘンリー砦の守備を任されてる : ジェームズ・ゴードン
- ランドルフ大尉 - イギリス軍人、コーラに横恋慕する : ジョージ・ハッカソーン
- ネルソン・マクダウェル : デイヴィッド・ガマット
- デイヴィッド・ガマット牧師 : ネルソン・マクダウェル
- タメヌンド : ジャック・マクドナルド
- ウェッブ将軍 - イギリス軍の将軍 : シドニー・ディーン
- インディアン : ボリス・カーロフ　※クレジットされておらず